# Rafael Martínez Torres
Rafael Martínez Torres (nacido el 14 de febrero de 1959) es un jurista puertorriqueño. Desde 2009 se desempeña como Juez Asociado del Tribunal Supremo de Puerto Rico.

## Experiencia profesional
Después de trabajar en la práctica privada y en la Cámara de Representantes de Puerto Rico , Martínez fue nombrado al Tribunal de Apelaciones por el entonces gobernador Pedro Rosselló, luego de ejercer 14 años en ese tribunal, el entonces gobernador Luis Fortuño lo nominó a Juez Asociado del Tribunal Supremo para cubrir la vacante que dejó el Juez Baltasar Corrada del Río, luego de confirmado por el Senado este juró el cargo el 10 de marzo de 2009. Ese asiento había estado vacante por más de tres años.
Martínez también fue asistente de investigación de José Julián Álvarez, un destacado profesor de Derecho Constitucional.